# نوغاب (كاهشنغ)
نوغاب (بالفارسية: نوغاب) هي مستوطنة تقع في إيران في قسم كاهشنغ الريفي. يقدر عدد سكانها بـ 105 نسمة .